# Balta similis
Balta similis är en kackerlacksart som först beskrevs av Henri Saussure 1869.  Balta similis ingår i släktet Balta och familjen småkackerlackor. Inga underarter finns listade.